# Ancistrocerus behrensi
Ancistrocerus behrensi är en stekelart som beskrevs av Tucker 1910. Ancistrocerus behrensi ingår i släktet murargetingar, och familjen Eumenidae. Inga underarter finns listade i Catalogue of Life.